# Campagnes seldjoukides en mer Égée
Guerres byzantino-seldjoukides (en)
Batailles
Guerres byzantino-seldjoukides (en)
Les campagnes seldjoukides en mer Égée sont des opérations navales des Turcs seldjoukides, principalement menées sous le commandement de Zachas de Smyrne, contre l'Empire byzantin.
Ancien détenu, puis vassal byzantin, Zachas se rebelle contre l'empire lors de l'ascension au trône d'Alexis Ier Comnène, qui réserve les faveurs royales à la vieille aristocratie impériale. Au départ, il réussit la conquête de Clazomènes, Phocée et Chios. Féroce ennemi de l'empire, Zachas construit la première flotte turque, composée de quarante et un navires, et conquiert certaines îles de la mer Égée - parmi lesquelles les plus importantes de la partie orientale de cette mer, Lesbos et Sámos en 1088, ainsi que Mytilène et Rhodes—, ainsi que Smyrne et Abydos, lors d'une série d'attaques ayant lieu entre 1088 et 1093. Il ravage également la région d'Adramýttion. En 1090, il vainc l'escouade byzantine envoyée contre lui. La flotte de Zachas, quant à elle, établit son centre opérationnel dans la ville de Phocée entre 1088 et 1092. À partir de cette date, il établit sa capitale à Smyrne et se proclame empereur, sapant ainsi le prestige d'Alexis.
Après la première croisade, Alexis lance une contre-attaque qui permet aux Byzantins de récupérer les territoires perdus. Alexis réussit également à éliminer rapidement la menace d'Abu'l Qasim, le gouverneur seldjoukide de Nicée, qui tente de créer sa propre flotte à Abydos vers 1090.
Zachas se remet de sa première défaite et réussit à reprendre plusieurs îles, mais il est finalement battu à Lesbos par Constantin Dalassène et Jean Doukas en 1092. Ce dernier prend la capitale de Zachas, Smyrne, ainsi que la plus grande partie de la côte égéenne en 1097, mettant ainsi fin à l'accès des Turcs à la mer. 
Il tente de prendre le contrôle d'Abydos en 1093, mais doit lever le siège de la ville, qui est assiégée par les Byzantins et les Seldjoukides. Il meurt des mains du sultan Kılıç Arslan Ier, son gendre, pour avoir épousé une de ses filles, après un banquet auquel il est invité et au cours duquel il le saoule avant de le poignarder à mort,.
Le fils d'Alexis Ier Comnène, Jean II Comnène, hérite de très nombreuses terres en Anatolie occidentale, bien que la ville portuaire d'Antalya soit assiégée par les Seldjoukides.  Cependant, les campagnes successives de l'infatigable Jean repoussent les Turcs vers l'intérieur de l'Anatolie et en 1143, les Seldjoukides perdent toutes les régions côtières de la péninsule se trouvant jusqu'alors sous leur contrôle. Pendant le règne d'Manuel Ier Comnène, les Byzantins sont capables de rassembler environ deux cents navires pour affronter l'ennemi. Ce n'est qu'après la disparition de la dynastie comnène que les Turcs réussissent à capturer un port anatolien. Umur d'Aydin, au XIVe siècle, représente la première menace turque pour la navigation chrétienne en mer Égée depuis le XIe siècle.